# Aeschylos của Rhodes
Aeschylos (Gr. Αισχύλος) của Rhodes được Alexandros Đại đế bổ nhiệm làm một trong số các quan thanh tra những vị tổng đốc của các vùng đất sau cuộc chinh phục của ông ta vào năm 332 TCN. Ông không được nhắc đến một lần nào nữa cho tới tận năm 319, khi mà ông được đề cập tới là đang vận chuyển sáu trăm  talent bạc trên bốn chiếc tàu từ Cilicia tới Macedon, nhưng đã bị Antigonos giữ lại ở Ephesus, để nhằm trả lương cho lính đánh thuê ngoại quốc của ông ta.